# Bomba de hidreto de urânio
A bomba de hidreto de urânio foi uma variante da bomba atómica, sugerida inicialmente por Robert Oppenheimer em 1939 e defendida e testada por Edward Teller. Viria a utilizar deutério (um isótopo do hidrogénio) como moderador nuclear num composto de 235U-deutério. A reacção em cadeia de fissão nuclear seria então de fissão neutrónica lenta (ver Temperatura neutrónica). A eficiência da bomba é afectada muito adversamente pelo abrandamento dos neutrões, já que dá mais tempo ao núcleo da bomba para explodir.
Sabe-se que foram testadas duas bombas de hidreto de urânio, baptizadas como Ruth e Ray. Ambas foram explosões de teste inseridas na Operação Upshot-Knothole, e tiveram potências de cerca de 200 toneladas de TNT. Ambos os testes foram considerados fiascos. Todos os outros testes nucleares tiveram por base esquemas de neutrões rápidos.